# Lemaneaceae
Famille
Les Lemaneaceae sont une famille d’algues rouges de l’ordre des Batrachospermales.

## Étymologie
Le nom vient du genre type Lemanea donné, par Bory de Saint-Vincent en hommage à Léman « naturaliste modeste, non moins instruit en botanique que dans les autre branches de la science ».

## Liste des genres
Selon l'AlgaeBase (4 octobre 2023) :
- Apona Adanson, 1763
- Baileya Kützing, 1857
- Chantransia A.P.de Candolle, 1801
- Lemanea Bory, 1808
- Paralemanea (P.C.Silva) M.L.Vis & Sheath, 1992
- Polysperma Vaucher, 1803
- Polyspermum Kuntze, 1898
- Sacheria Sirodot, 1872

## Publication originale
- (la) Agardh, C.A. (1828). Species algarum rite cognitae, cum synonymis, differentiis specificis et descriptionibus succinctis. Voluminis secundi. Sectio prior.  pp. [i]-lxxvi, [i]-189. Gryphiae [Greifswald]: sumptibus Ernesti Mauriti [Ernst Mauritius].